# Phyllophaga tojolabala
Phyllophaga tojolabala är en skalbaggsart som beskrevs av Moron 1999. Phyllophaga tojolabala ingår i släktet Phyllophaga och familjen Melolonthidae. Inga underarter finns listade i Catalogue of Life.